# Take a Bow (Madonna-Lied)
Take a Bow (englisch für „verbeuge dich“) ist Lied der US-amerikanischen Sängerin Madonna. Die Ballade erschien im Oktober 1994 auf ihrem sechsten Studioalbum Bedtime Stories.

## Entstehung und Veröffentlichung
Geschrieben und produziert wurde das Lied von der Interpretin selbst, mit der Unterstützung von Kenneth Edmonds (Babyface), der auch im Begleitgesang zu hören ist.
Die Erstveröffentlichung von Take a Bow erfolgte am 21. Oktober 1994 bei Maverick Records, als Teil von Madonnas sechsten Studioalbum Bedtime Stories (Katalognummer: 9362-45767-2). Am 5. Dezember 1994 erschien das Lied als zweite Singleauskopplung aus dem Album. Diese erschien als CD, MC und LP in verschiedenen Ausführungen, die sich regional durch die Anzahl und Auswahl der B-Seiten unterscheiden. So erschienen in Europa eine CD-Maxi-Single mit drei verschiedenen Versionen des Liedes (Katalognummer: 9362-41874-2) sowie eine erweiterte Maxi-Single mit fünf verschiedenen Versionen (Katalognummer: 9362-41887 2).

## Hintergrund
Nach den Skandalen um Madonna in den vergangenen zwei Jahren, die vor allem durch ihren Bildband SEX und ihr Album Erotica geprägt waren, wollte die Sängerin ihr freizügiges Image abschwächen und sich vor allem als Sängerin ruhiger Balladen neu präsentieren. Sie begann damit, zusammen mit Produzenten wie Babyface (Boyz II Men, Toni Braxton, Whitney Houston) oder Dallas Austin (TLC) aktuelle R&B-Stile mit einem Mainstream-Sound zu vermischen, der für das Radio geeignet war und das Album Bedtime Stories war das Ergebnis dieser Neuorientierung. Madonna dazu: „Die Idee war, meinen Gesangsstil mit einem Hardcore-Hip-Hop-Gefühl zu kontrastieren und das fertige Produkt trotzdem wie eine Madonna-Platte klingen zu lassen. Ich begann den Prozess mit einem Treffen mit den Hip-Hop-Produzenten, deren Arbeit ich am meisten bewunderte. Wenn ich eine Vielzahl von Kollaborateuren einbeziehen wollte, war es wichtig, dass das Endprodukt zusammenhängend und thematisch vollständig klingt. Ich war nicht an dem Ansatz mit einer gemischten Mischung interessiert.“
Beim ersten Aufeinandertreffen Madonnas mit Babyface waren beide von der guten Chemie zwischen ihnen überrascht (insbesondere Babyface hatte sich aufgrund Madonnas Ruf als Perfektionistin auf eine schwierige Zusammenarbeit eingestellt.) Madonna kam zu Babyface nach Hause und nach ein paar Tagen hatten sie mit Forbidden Love und Take a Bow zwei Songs fertiggestellt. Letzteres Lied basierte auf einem von Babyface komponierten Musikstück, aber er war sich über die musikalische Richtung nicht sicher. Er ließ Madonna die Komposition anhören und sie fanden eine Möglichkeit, den Song weiterzuentwickeln. Babyface später dazu: „Es war nur ein Beat und die Akkorde. Von da an haben wir zusammengearbeitet und es aufgebaut … Ich lebte in Beverly Hills und hatte mir ein kleines Studio in meinem Haus eingerichtet, also kam sie dorthin, um zu schreiben.“ Gemeinsam einigten sie sich darauf, dass die erste Zeile des Liedes der Titel sein sollte und Take a Bow war vollständig.

## Inhalt und Stil
Take a Bow ist eine Soulpop-Ballade mit japanischen musikalischen Einflüssen, wie sie beispielsweise in Kyū Sakamotos Hit Sukiyaki aus dem Jahr 1961 zu finden sind. Es beginnt mit pentatonischen Streicherklängen, die den Eindruck eines asiatischen Liedes vermitteln. Die Strophen bestehen aus einer absteigenden Akkordfolge mit Wendungen am Ende. Das Lied ist in As-Dur und in einem langsamen Viervierteltakt mit 80 Schlägen pro Minute gehalten.
Das Lied markierte das erste Mal, dass Babyface mit echten Streichern arbeitete. Er erinnerte sich später, dass die Verwendung von Streichern in dem Lied „Madonnas Vorschlag war, und es war Nellee Hooper, der letztendlich die Streicher arrangierte. Sie hatte schon vorher mit ihnen gearbeitet, aber für mich war es eine neue Erfahrung.“ Neben Hooper arbeiteten auch Jessie Leavey, Craig Armstrong und Suzie Katayama an den Streicherarrangements.
Der Text von Take a Bow handelt von unerwiderter Liebe und wie sich das lyrische Ich von einem Liebhaber verabschiedet, der sie für selbstverständlich gehalten hatte. Die kurze Bridge des Liedes enthält die Textzeile „all the world is a stage and everyone has their part“, die eine Anspielung auf eine Zeile im Stück Wie es euch gefällt von William Shakespeare ist („All the world’s a stage, and all the men and women mere players.“)

## Musikvideo
Das Musikvideo zu Take a Bow wurde unter der Regie von Michael Haussman zwischen dem 3. und 8. November 1994 im spanischen Ronda gedreht. Das Video zeigt Madonna als vernachlässigte Geliebte eines Toreros (gespielt von Emilio Muñoz, der auch in Wirklichkeit ein Torero ist), die sich nach seiner Liebe sehnt. In der Stierkampfarena tötet der Torero den Stier, kommt dann nach Hause, missbraucht Madonna sexuell und emotional und lässt sie kaltherzig im Stich. Das Musikvideo zu Madonnas Single You’ll See aus dem Jahr 1995 (ebenfalls von Michael Haussman gedreht) gilt als Fortsetzung von Take a Bow, da Madonna und Emilio Muñoz ihre Rollen erneut übernehmen. In diesem Video verlässt Madonnas Charakter die Figur von Muñoz und lässt ihn verzweifelt zurück.
Madonna bat Haussman, dem Video ein spanisches Thema zu geben, da sie sich zu dieser Zeit für die Rolle der Eva Perón in der geplanten Verfilmung des Andrew-Lloyd-Webber-Musicals Evita bewarb. Anschließend schickte sie eine Kopie des Videos an Regisseur Alan Parker, um für die Rolle „vorzusprechen“, was schließlich zu Parkers Zusage für diese Rolle führte.
Take a Bow wurde bei den MTV Video Music Awards 1995 in der Kategorie Best Female Video ausgezeichnet. Es war auch in der Kategorie Best Art Direction in einem Video nominiert, verlor jedoch gegen Scream von Michael und Janet Jackson.
Das Video löste Kontroversen bei Tierschützern aus, die der Sängerin vorwarfen, den Stierkampf zu verherrlichen.

## Kommerzieller Erfolg

### Chartplatzierungen
Take a Bow stand sieben Wochen lang an der Spitze der Billboard Hot 100 und wurde Madonnas elfter Nummer-eins-Hit in den Vereinigten Staaten. Damit brach sie Carole Kings drei Jahrzehnte bestehenden Rekord als Songwriterin mit den meisten Nummer-eins-Hits, ein Rekord, der später von Mariah Carey gebrochen wurde. Take a Bow erreichte zudem auch Platz eins in Kanada. Darüber hinaus erreichte es Top-10-Platzierungen in Italien (Rang 2), Finnland (Rang 3), der Schweiz (Rang 8) und Neuseeland (Rang 9). Im Vereinigten Königreich erreichte Take a Bow Platz 16 und war damit Madonnas erste Single seit Lucky Star im Jahr 1984, die die Top 10 verfehlte.
| ChartsChartplatzierungen       | Höchstplatzierung | Wochen |
| ------------------------------ | ----------------- | ------ |
| Deutschland (GfK)              | 18 (24 Wo.)       | 24     |
| Österreich (Ö3)                | 22 (8 Wo.)        | 8      |
| Schweiz (IFPI)                 | 8 (17 Wo.)        | 17     |
| Vereinigte Staaten (Billboard) | 1 (30 Wo.)        | 30     |
| Vereinigtes Königreich (OCC)   | 16 (9 Wo.)        | 9      |

| ChartsJahrescharts (1995)      | Platzierung |
| ------------------------------ | ----------- |
| Deutschland (GfK)              | 73          |
| Vereinigte Staaten (Billboard) | 8           |

### Auszeichnungen für Musikverkäufe
| Land/Region               | Auszeichnungen für Musikverkäufe (Land/Region, Auszeichnung, Verkäufe) | Verkäufe |
| ------------------------- | ---------------------------------------------------------------------- | -------- |
| Vereinigte Staaten (RIAA) | Gold                                                                   | 500.000  |
| Insgesamt                 | 1× Gold ·                                                              | 500.000  |

Hauptartikel: Madonna (Künstlerin)/Auszeichnungen für Musikverkäufe